# دانشگاه کبک در مونترآل
دانشگاه کبک در مونترآل (به فرانسوی: Université du Québec à Montréal) یک دانشگاه تحقیقاتی دولتی در مونترآل واقع در استان کبک کانادا است که در سال ۱۹۶۹ میلادی تأسیس شده‌است.

## تاریخچه
این دانشگاه در سال ۱۹۶۹ با ادغام مدرسه هنرهای زیبای مونترال و کالج سنت مری توسط دولت کبک تأسیس شد. با پیوستن تلوک (TÉLUQ University) به این دانشگاه در سال ۲۰۰۵ با داشتن ۶۰ هزار دانشجو تبدیل به بزرگترین دانشگاه فرانسوی زبان در جهان شد. در سال ۲۰۱۲ اعلام شد که تلوک از دانشگاه یوکم جدا خواهد شد اما به عنوان بخشی از سیستم دانشگاه کبک باقی خواهد ماند.

## دانشکده‌ها
- دانشکده علوم
- دانشکده هنر
- دانشکده ادبیات
- داشنکده ارتباطات
- دانشکده مدیریت
- دانشکده علوم انسانی